# Comté de Margibi
Le comté de Margibi est l’un des 15 comtés du Liberia. Sa capitale est Kakata. Le comté abrite la centrale hydroélectrique de Firestone, la première centrale hydroélectrique du pays.

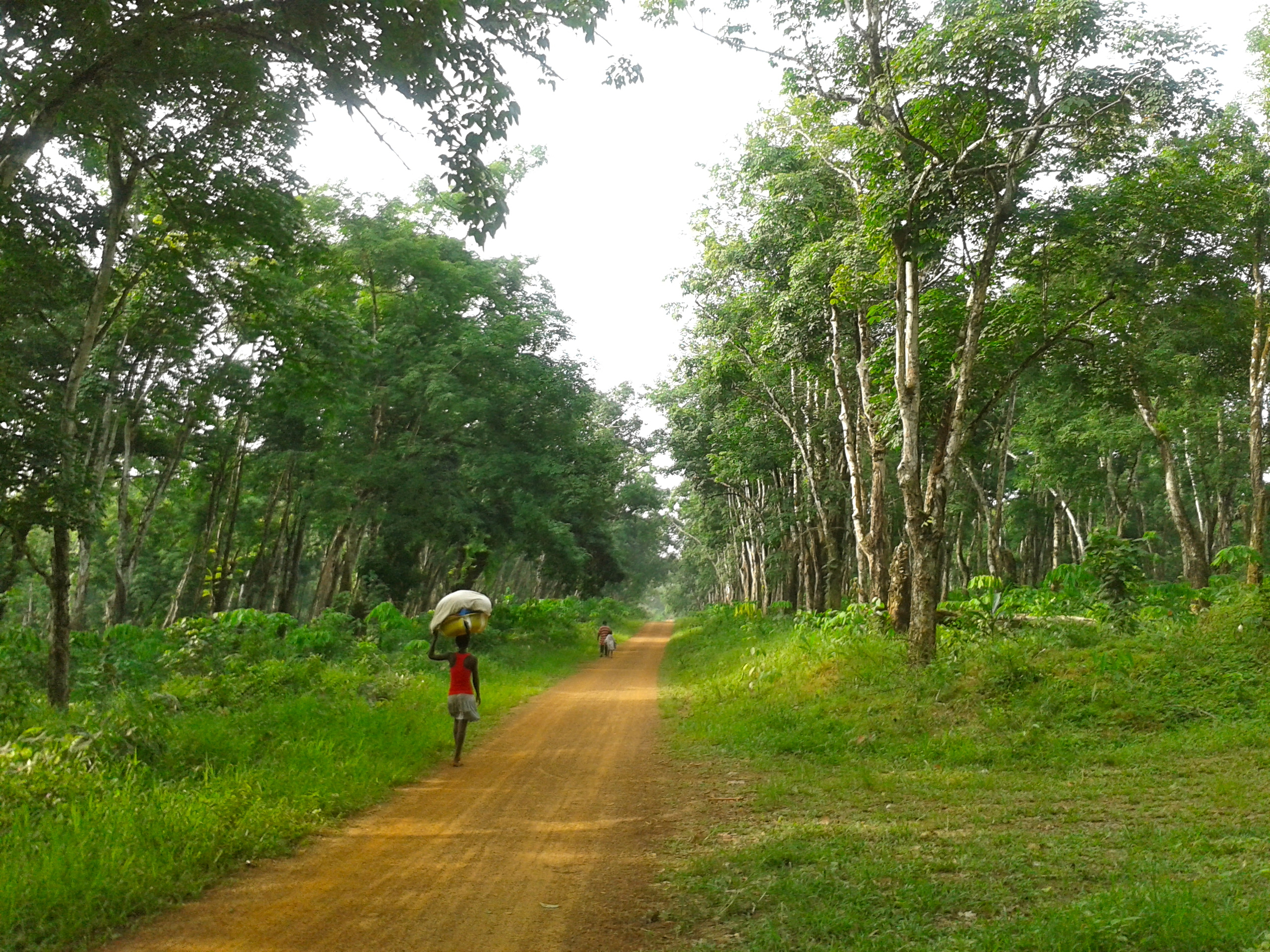
Plantation de caoutchouc dans le comté

## Districts
Le comté est divisé en 4 districts :
- District de Firestone
- District de Gibi
- District de Kakata
- District de Mambah-Kaba